# 昔昔亭桃之助
昔昔亭 桃之助（せきせきてい もものすけ、1970年12月13日 - ）は、落語家である。落語芸術協会所属の真打。出囃子∶深川くずし。

## 経歴
1970年、東京都江東区出身の下町育ち。幼少より落語に親しむ。1989年、日本大学第一高等学校を卒業し、日本大学文理学部国文学科に進学する。学生時代は、落語研究会（日本大学文理学部落語研究会）に所属した。
1993年、大学を卒業。漫才師として活動するかたわら様々な職を経て、30才を過ぎた2002年に昔昔亭桃太郎に入門する。前座名は「喜太郎」。2007年、二ツ目昇進と同時に桃之助と改名。2017年に笑福亭和光と共に真打に昇進した。

## 芸歴
- 2002年∶昔昔亭桃太郎に入門[2]。前座名「喜太郎」。
- 2007年∶二ツ目昇進、「桃之助」と改名。
- 2017年∶真打昇進[1][2]。

## 受賞歴
- 2023年12月　第34回MBCラジオCMグランプリ グランプリ大賞「お食事処くろだるま/漫才師篇」[4][5]